# Cécile Duflot
Pour les articles homonymes, voir Duflot.
Cécile Duflot, née le 1er avril 1975 à Villeneuve-Saint-Georges (Val-de-Marne), est une femme politique française et dirigeante d'organisation non gouvernementale (ONG).
Secrétaire nationale des partis écologistes Les Verts (2006-2010) et Europe Écologie Les Verts (2010-2012), elle finit troisième de la primaire en vue de l'élection présidentielle de 2007. En parallèle, elle est conseillère municipale de Villeneuve-Saint-Georges (2004-2014) et conseillère régionale d'Île-de-France (2010-2012).
À la suite de la victoire de François Hollande à l'élection présidentielle de 2012, elle est nommée ministre du Logement et de l'Égalité des territoires. Aux élections législatives qui suivent, elle est élue députée dans la sixième circonscription de Paris, mandat qu'elle laisse à sa suppléante et qu'elle retrouve en 2014, à la suite de sa démission du gouvernement. Coprésidente du groupe écologiste à l'Assemblée nationale à partir de 2015, elle est battue à la primaire présidentielle de l'écologie de 2016.
Éliminée au premier tour des élections législatives de 2017, elle annonce abandonner la politique en 2018 pour prendre le poste de directrice générale de l'ONG Oxfam France. En 2022, elle est nommée au Comité consultatif national d'éthique pour les sciences de la vie et de la santé.

## Origines et formation
Cécile Duflot nait le 1er avril 1975 à Villeneuve-Saint-Georges.
Ses parents sont tous deux syndicalistes, sa mère est professeure de physique-chimie et son père cheminot. Cécile Duflot passe toute son enfance et son adolescence à Montereau-Fault-Yonne (Seine-et-Marne), dans le quartier de Montereau-Surville (à l'école Jules-Ferry, au collège, puis au lycée André-Malraux) et fréquente l'Action catholique des enfants. À 17 ans, pour éviter de longs trajets, elle quitte ses parents et s'installe dans une dépendance de la maison de son grand-père à Villeneuve-Saint-Georges (Val-de-Marne).
Elle obtient un bac B en 1992, puis une maîtrise et un diplôme d'études approfondies (DEA) de géographie — consacré aux lieux de vacances — à l'université Paris-Diderot en 1997, et milite parallèlement au sein de la Jeunesse ouvrière chrétienne (JOC) et de la Ligue pour la protection des oiseaux (LPO). Outre ses études, elle est écrivaine publique à la prison de la Santé avec le Groupement étudiant national d'enseignement aux personnes incarcérées (Genepi) et travaille également comme baby-sitteuse, testeuse de médicaments, standardiste, ou dans le télémarketing.
En 1998, elle réussit le concours de direction de la protection judiciaire de la jeunesse et est admise sur titres à l'École supérieure des sciences économiques et commerciales (ESSEC). Elle choisit cette deuxième option, et en sort diplômée d'une maîtrise universitaire ès sciences (MSc) en économie urbaine deux ans plus tard, par la voie de l'apprentissage. Elle exerce alors comme urbaniste dans un groupe immobilier spécialisé dans le logement social à Créteil, d'abord à temps plein, puis à temps partiel après son entrée à la direction des Verts en 2003.

## Parcours politique

### Débuts

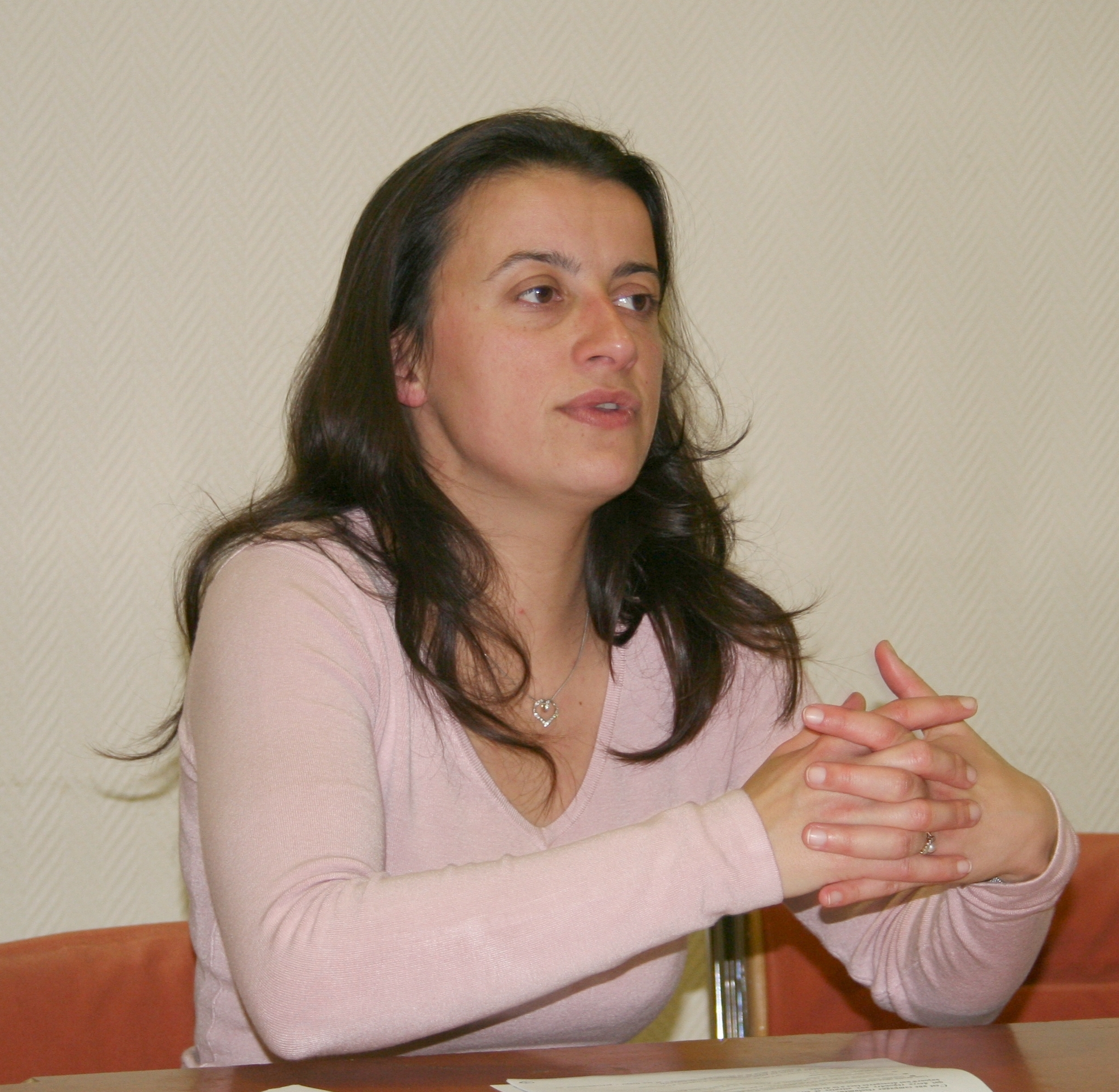
Cécile Duflot en 2006.

Elle adhère au parti politique Les Verts en 2001 et se présente la même année aux élections municipales à Villeneuve-Saint-Georges. Elle y devient conseillère municipale dans l'opposition en juin 2004.
En janvier 2003, Cécile Duflot est élue au collège exécutif, l'instance de direction des Verts. Elle organise notamment l'acquisition par les Verts de leur siège national. Elle devient porte-parole du parti en janvier 2005. Candidate à l'investiture des Verts pour l'élection présidentielle de 2007, elle recueille 23,29 % des voix au premier tour le 21 avril 2006, derrière Dominique Voynet (35,45 %) et Yves Cochet (28,33 %).

### Secrétaire nationale des Verts
Le 16 novembre 2006, elle est élue secrétaire nationale des Verts par le Conseil national inter régional, succédant ainsi à Yann Wehrling. À 31 ans, elle devient alors la plus jeune secrétaire nationale.
Lors des élections législatives de 2007, elle est investie candidate des Verts dans la 3e circonscription du Val-de-Marne, et recueille 3,55 % des voix.

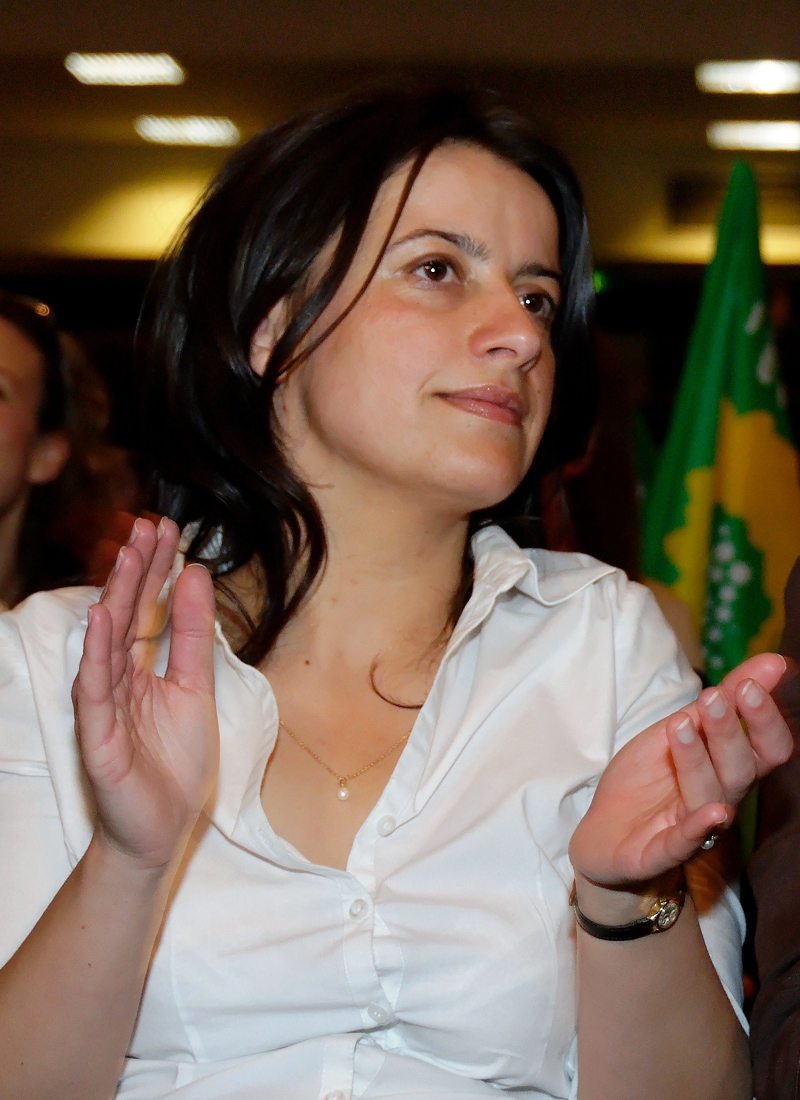
Cécile Duflot à une réunion publique organisée par les Verts, le 5 avril 2007 à Paris.

Lors des élections municipales de 2008, elle se présente à Villeneuve-Saint-Georges, en deuxième position de la liste unissant le PS, le MRC, le PRG et les Verts derrière le socialiste Laurent Dutheil. La liste obtient 24,36 % et fusionne avec celle de Sylvie Altman (PCF, 28,79 %). La liste conduite par cette dernière l'emporte au second tour avec 49,53 % des suffrages dans une triangulaire face aux listes de l'UMP et du FN. Elle devient alors la 3e adjointe au maire à l'urbanisme, à l'aménagement et au développement soutenable,.
Le 6 décembre 2008, elle est réélue secrétaire nationale des Verts avec 70,99 % des suffrages. Avec Jean-Luc Bennahmias, elle est l'une des rares secrétaires de son parti à exercer un second mandat consécutif, Dominique Plancke ayant réalisé trois mandats d'un an.
Lors de son premier mandat, elle œuvre au sein des Verts à un développement de la politique d'ouverture et à la création du rassemblement de la mouvance de l'écologie qui présentera les listes Europe Écologie aux élections européennes de 2009. Elle est candidate à ce scrutin en dernière place, non éligible pour ne pas cumuler une autre fonction avec son mandat de secrétaire nationale.
La stratégie du rassemblement connaît le succès, les listes d'Europe Écologie recueillant 16,28 % des suffrages pour 14 députés européens, six points au-dessus du précédent record historique des Verts, en date de 1989. Cécile Duflot se prononce alors pour la poursuite de ce rassemblement et la création de listes autonomes aux élections régionales de 2010. Le 25 août 2009, elle annonce son intention d'être tête de liste en Île-de-France pour défendre un projet écologiste pour la région.
Défendant la fiscalité environnementale à l'université d'été du Parti socialiste, elle est reçue le 3 septembre 2009 à l'Élysée par Nicolas Sarkozy pour évoquer la contribution climat-énergie. À la suite de la présentation des modalités de la taxe carbone, elle fait part de son opposition, la jugeant en l'état « injuste socialement et inefficace écologiquement ».

### Conseillère régionale d'Île-de-France

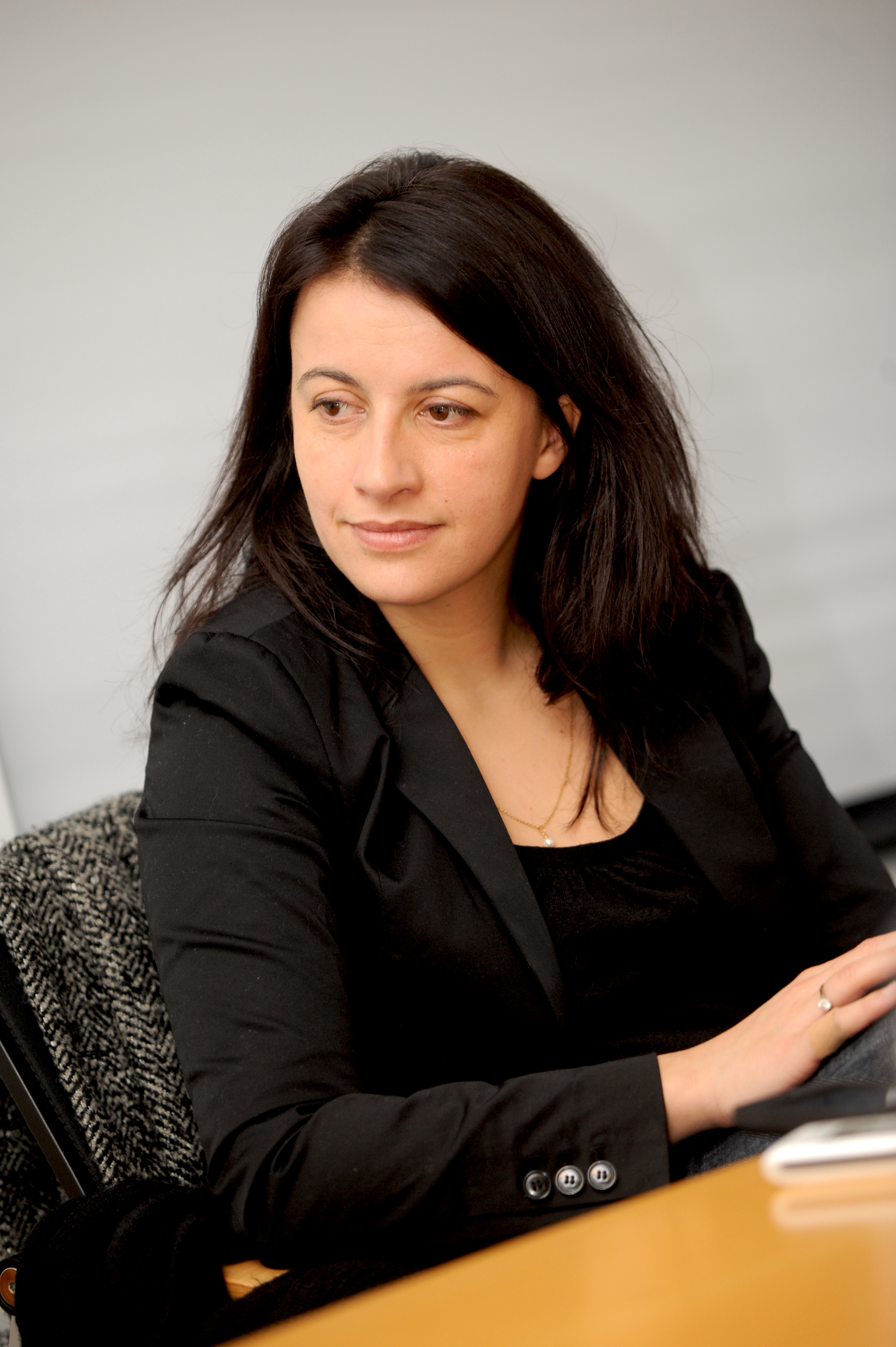
Cécile Duflot, le 22 février 2010 à Paris.

Le 14 novembre 2009, Cécile Duflot lance sa campagne en tant que tête de liste Europe Écologie en Île-de-France. Elle présente des listes du rassemblement des écologistes où sont notamment présents Robert Lion, Augustin Legrand, Caroline Mécary, Stéphane Gatignon, Safia Lebdi, Emmanuelle Cosse et Pierre Larrouturou. Sa campagne est axée sur la transition écologique de l'Île-de-France ; parmi ses propositions phares : une aide à la transition vers les emplois verts (170 000 emplois verts dans l'isolation, les énergies renouvelables ou l'agriculture de proximité), un Passe Navigo à zone et tarif uniques, 60 lignes de bus express, 3 000 médiateurs de la tranquillité publique.
Lors du premier tour de scrutin, le 14 mars 2010, sa liste rassemble 16,58 % des suffrages, plus que le score national des listes Europe Écologie (12,18 %). Entre les deux tours, elle mène les négociations d'alliance avec le Parti socialiste, et est tête de liste dans le Val-de-Marne sur la liste de Jean-Paul Huchon.
Au second tour, Cécile Duflot est élue conseillère régionale sur une liste fusionnée avec celles de Jean-Paul Huchon et de Pierre Laurent. Elle est élue présidente du groupe Europe Écologie le 22 mars 2010. Le nombre d'élus écologistes passe de 24 à 50, ce qui fait du groupe Europe Écologie la troisième force au conseil régional, après le PS et l'UMP. Conformément à la règle interne des Verts, elle démissionne de son mandat d'adjointe au maire de Villeneuve-Saint-Georges en mars 2011, afin d'éviter le cumul de mandats.
L'une des premières décisions du conseil régional est de demander aux établissements financiers qui travaillent avec la région de fournir des éléments permettant de vérifier l'absence de liens avec des paradis fiscaux.

### Secrétaire nationale d'Europe Écologie Les Verts

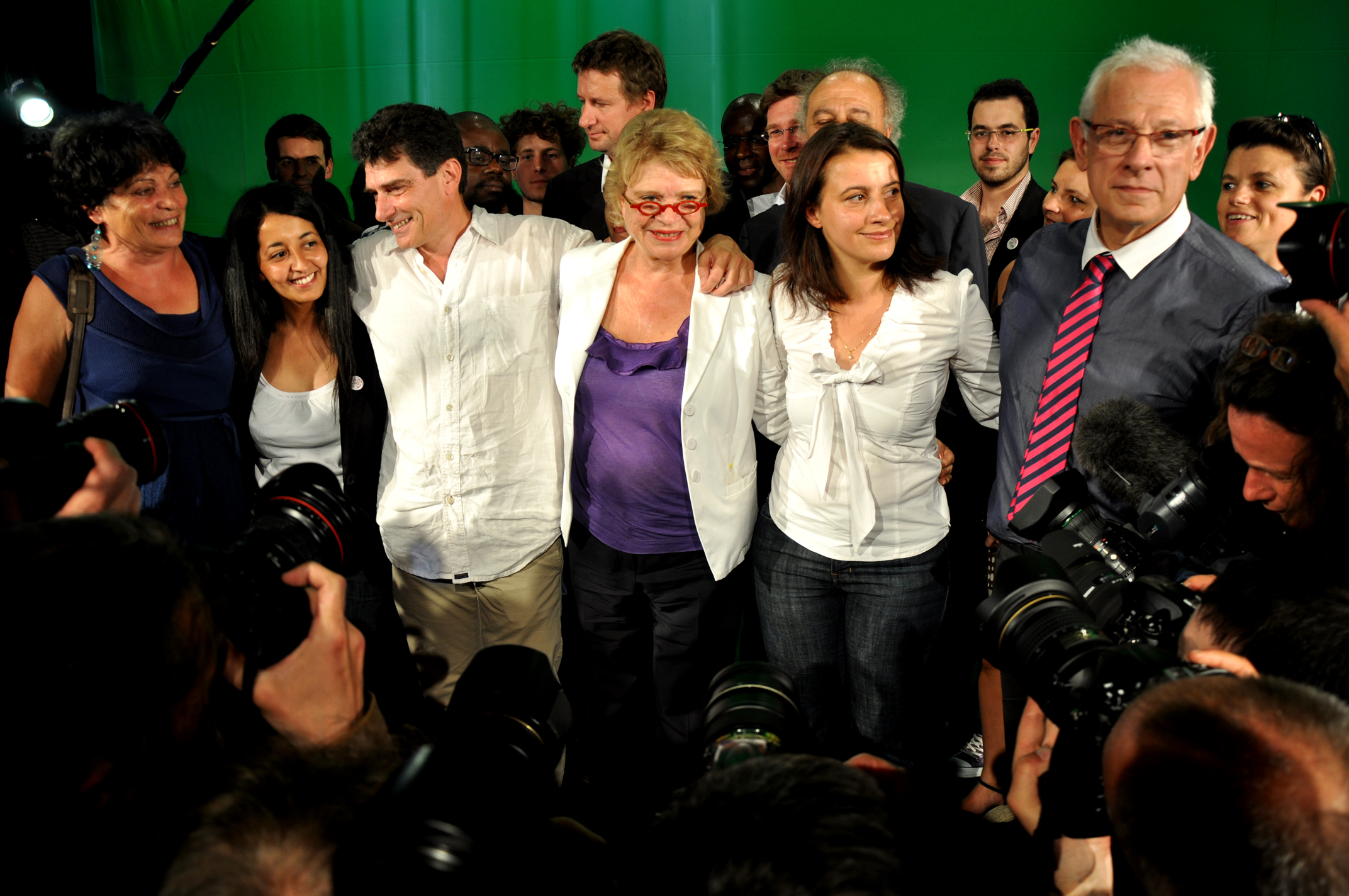
Cécile Duflot avec Michèle Rivasi, Karima Delli, Pascal Durand, Eva Joly et Philippe Meirieu le 12 juillet 2011.

En août 2010, Cécile Duflot, secrétaire nationale d'Europe Écologie Les Verts, exprime ses réticences à être candidate à l'élection présidentielle de 2012, hypothèse qui lui fait « peur » et pour laquelle elle affirme ne pas avoir « les épaules assez larges ».
Elle conduit la transition des Verts vers un nouveau nom pour intégrer les militants venus par les campagnes Europe Écologie des élections européennes de 2009 et régionales de 2010 au sein d'Europe Écologie Les Verts. Ce changement est approuvé par 84 % des adhérents au processus d'Europe Écologie et par 85,1 % des militants des Verts.
Fin 2010, le magazine américain Foreign Policy la classe 32e dans sa liste des 100 penseurs globaux (global thinkers) de 2010, avec Marina Silva, Monica Frassoni et Renate Künast, entre Joseph Stiglitz, David Cameron et Thomas Friedman pour avoir conduit les Verts français à des scores importants aux élections européennes et régionales.
En mai 2011, la motion qu'elle conduit avec Pascal Durand et Philippe Meirieu obtient 50,25 % des suffrages des militants d'EELV, contre 26,55 % pour la motion conduite par Daniel Cohn-Bendit et Marie Bové. Le 4 juin 2011, elle est reconduite à la tête d'EELV avec 92,7 % des votes des 600 délégués réunis lors du premier congrès fédéral à La Rochelle. Dans le cadre de la primaire présidentielle écologiste, elle ne prend position ni pour Nicolas Hulot, ni pour Eva Joly.
Elle signe un accord entre Europe Écologie Les Verts et le Parti socialiste pour 2012. Il contient des dispositions programmatiques (environnement, social, démocratique) et le fait que le PS soutiendra des candidats écologistes dans 60 circonscriptions, pour prévoir un groupe de « 25 à 30 députés » pour les écologistes en cas de victoire de la gauche. Cet accord est ratifié par le conseil fédéral d'EELV à 73 %.
Le 15 novembre 2011, elle annonce qu'elle sera candidate dans la 6e circonscription de Paris à l'élection législative de 2012. Cette investiture s'effectue dans le cadre de cet accord. Ce « parachutage » dans une circonscription acquise à la gauche où la députée socialiste sortante, Danièle Hoffman-Rispal avait obtenu 69,12 % des voix en 2007 crée des tensions entre le maire de Paris, Bertrand Delanoë, et EELV. Après avoir envisagé de maintenir sa candidature, Danièle Hoffman-Rispal accepte d'être la suppléante de Cécile Duflot.
Ses méthodes de gouvernement sont dénoncées en interne, avec le départ successif de Noël Mamère. Ce dernier évoque ainsi une gouvernance de Cécile Duflot « à la manière d'un clan » pour expliquer son départ du parti en septembre 2013, même s'il considère qu'elle est une bonne ministre.
L’accord de gouvernement négocié pendant la campagne présidentielle de 2012 entre Martine Aubry et Cécile Duflot, que François Hollande puis Emmanuel Macron reprendront à leur compte, met en place notamment le basculement de la politique énergétique vers un désengagement du nucléaire : il prévoit d’abaisser de 75 % à 50 % la part du nucléaire dans le mix électrique d’ici à 2025, ce qui équivaut, selon la Cour des comptes, à la fermeture de 17 à 20 réacteurs.

### Ministre de l'Égalité des territoires et du Logement

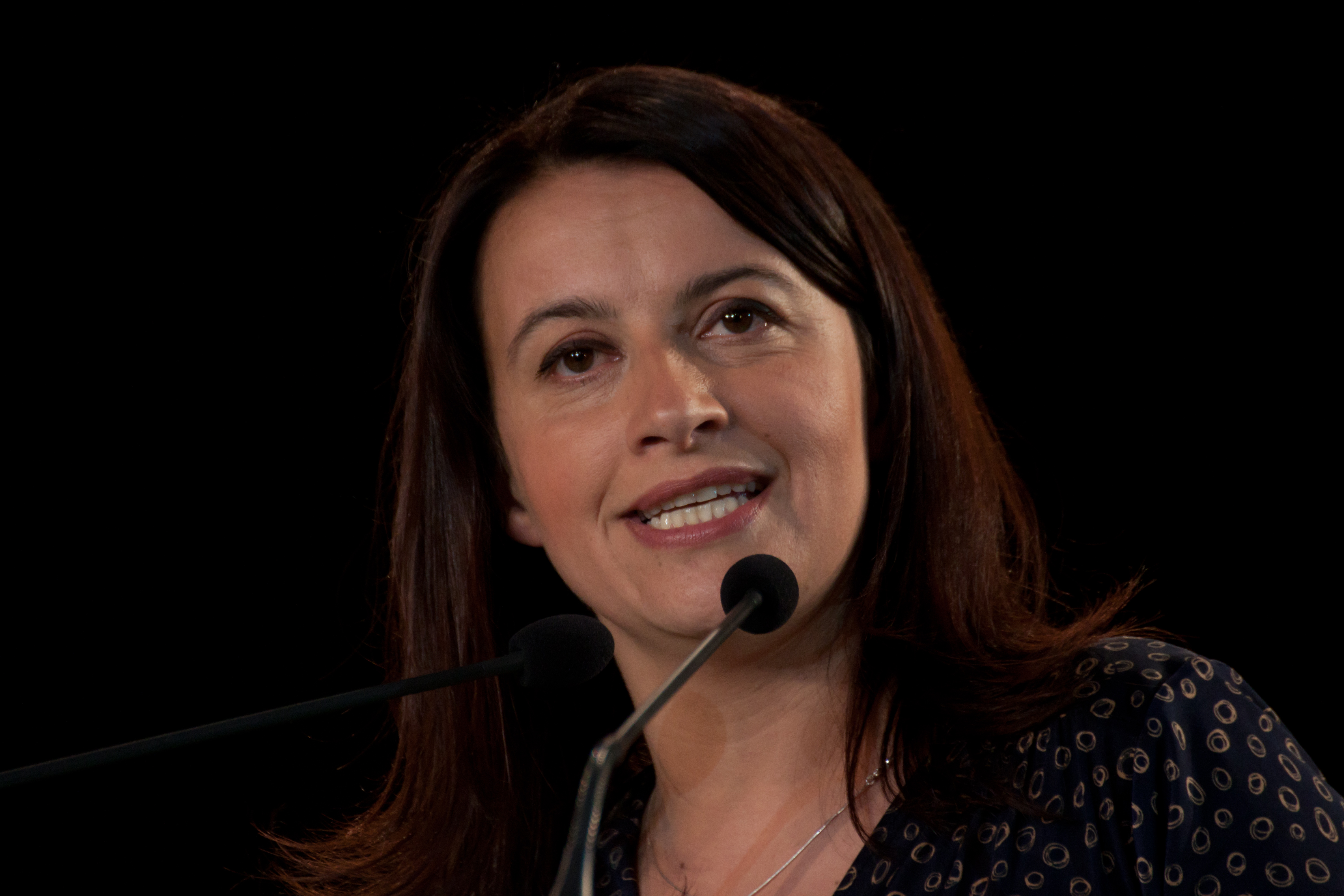
Cécile Duflot en 2012.

Le 16 mai 2012, elle devient ministre du logement et de l'égalité des territoires dans le gouvernement Jean-Marc Ayrault. Une des premières mesures annoncées à sa prise de fonction est le gel des loyers lors d'une relocation.
Son double statut de ministre et de secrétaire nationale d'EELV est critiqué au sein de son parti fin mai 2012, du fait de la « confusion des genres ». Comme annoncé le 7 mai 2012, elle quitte la direction du parti après les législatives, Pascal Durand lui succédant le 23 juin 2012.
En juin 2012, durant la campagne des législatives, Cécile Duflot affirme être toujours favorable à la position de son parti sur la légalisation réglementée du cannabis, tout en soulignant que ce n'est pas la position gouvernementale. Le Premier ministre Jean-Marc Ayrault indique que cette mesure n'est pas prévue par son gouvernement.
En juillet 2012, des huées et des sifflets sexistes et machistes fusent de la part de certains députés de droite pour railler la robe à fleurs qu'elle porte. En décembre 2016, la robe est présentée au musée des Arts décoratifs de Paris pour une exposition intitulée « Tenue correcte exigée, quand le vêtement fait scandale »,,. Selon Michèle Alliot-Marie parlant de cet incident, « un sifflet admiratif pour une femme n’est pas nécessairement désagréable ».
Au terme des élections législatives de 2012, elle est élue députée de la sixième circonscription de Paris avec 72,18 % des voix au second tour. Cécile Duflot étant membre du gouvernement, sa suppléante Danièle Hoffman-Rispal siège à sa place à partir du 22 juillet 2012.
Afin de tendre vers l'objectif du gouvernement Jean-Marc Ayrault de construire 500 000 logements par an, un dispositif de soutien à l'investissement locatif devrait prendre la suite de la loi Scellier pour aider à construire 40 000 logements par an. Celui-ci doit avoir un aspect social plus prononcé, en ciblant des locations inférieures à 20 % du prix du marché sous conditions de ressources. En contrepartie, l'incitation fiscale sera de 18 % de l'investissement (limité à 300 000 euros) étalée sur neuf ans.
Le 3 décembre 2012, elle demande à l'archidiocèse de Paris d'intervenir en faveur des SDF, en mettant à disposition les bâtiments inutilisés qu'il possède. L'Église répond rapidement qu'elle offre déjà la protection de ses murs à des sans-abri, et qu'elle ne possède en réalité que peu de locaux vacants, qui ne le sont en outre que transitoirement.
Outre sa position sur le cannabis, Cécile Duflot se distingue plusieurs fois par des prises de position allant à l'encontre de la ligne gouvernementale : opposition à la construction de l'aéroport de Notre-Dame-des-Landes, de l'EPR de Flamanville, et, ses réserves concernant la politique d'austérité du gouvernement. Son soutien aux manifestants opposés à l'aéroport de Notre-Dame-des-Landes, alors que la ville de Nantes a été « saccagée » selon Le Figaro et que des policiers ont été blessés, est critiqué par le Premier ministre. Elle rappelle également au gouvernement son engagement en faveur du droit de vote des étrangers qu'elle juge être « une nécessité ». En septembre 2013, elle s'oppose publiquement au ministre de l'Intérieur Manuel Valls sur la question des Roms, considérant que ses propos mettaient « en danger le pacte républicain ».
À la suite de la nomination de Manuel Valls au poste de Premier Ministre en remplacement de Jean-Marc Ayrault, elle annonce, avec le ministre délégué au Développement Pascal Canfin, son intention de ne pas faire partie du nouveau gouvernement. Ils se déclarent en désaccord avec l'orientation politique du nouveau Premier Ministre et en tirent « donc toutes les conséquences ». Cécile Duflot est remplacée à son ministère, le 2 avril 2014, par Sylvia Pinel.

#### Loi DuflotI
La loi dite « Duflot I » porte sur la mobilisation du foncier public et le renforcement du seuil minimal de logements sociaux de 20 % à 25 %. Elle est effective le 18 janvier 2013 et permet ainsi d'investir dans l'immobilier neuf et d'obtenir en retour une réduction d'impôts. Le but du gouvernement est de commercialiser 40 000 logements par le biais de ce dispositif en 2013. Pour le premier trimestre 2013, le chiffre atteint n'est que de 4 165 biens. Les ventes aux investisseurs baissent de 23 % par rapport au 1er trimestre 2012, alors que la nouvelle réglementation est attractive pour les plus modestes d'entre eux. Le quotidien La Tribune note un désintérêt des investisseurs immobiliers.
Le dispositif d'incitation fiscale en faveur de l'investissement locatif, dit « Duflot », a permis la réalisation d'environ 30 000 « dispositifs Duflot », contre un objectif initial de 40 000.
Cette loi durcit les sanctions appliquées aux communes récalcitrantes, qui ne remplissent pas leurs objectifs de production d'habitations à loyer modéré (HLM), en multipliant les amendes par cinq. Les communes ont jusqu'en 2025 pour atteindre le nouveau seuil de 25 % d'HLM.
Enfin, concernant le dispositif de cession gratuite ou avec une forte décote de terrains constructibles appartenant à l'État, si les administrations ont d'abord tardé pour donner la liste de leurs terrains mobilisables, en 2016, 105 accords de cessions de terrains avaient été conclus pour construire des logements abordables, pour un potentiel de près de 12 000 logements.

#### Loi Robien
Le 10 mai 2013, elle fait adopter le report d'un an du deuxième volet de la loi de Robien aussi dénommée loi SAE (Sécurité des ascenseurs existants)[Laquelle ?] et un « moratoire » sur le dispositif concernant la précision de l'arrêt des cabines (ERP exceptés).

#### Loi ALUR
Mi-2013, elle porte le projet de loi ALUR (Accès au logement et urbanisme rénové). Elle précise, dès janvier 2014, que la mesure la plus importante du projet, la garantie universelle des loyers, ne sera finalement pas obligatoire, comprenant notamment :
- l'instauration de l'encadrement des loyers en « zones tendues » ;
- la garantie universelle des loyers ;
- le plafonnement des indemnités de retard à 5 % du loyer, la réduction à un mois du délai de préavis dans les « zones tendues » ;
- la lutte contre l'habitat insalubre ;
- l'introduction de plus de transparence dans le logement social[85].

La loi est saluée par les associations d'aide aux plus démunis, comme la Fondation Abbé-Pierre ou l'association Droit au Logement (DAL). Elle est très critiquée par les agents immobiliers. Selon Le Figaro, la loi ALUR se traduit par une complexification des transactions immobilières. Pour Didier Ridoret, président de la Fédération française du bâtiment, la garantie universelle des loyers est une « usine à gaz » inapplicable. En octobre 2015, alors que la loi commence à être appliquée, les loyers des petites surfaces baissent de 15 à 20 % à Paris.

#### Bilan

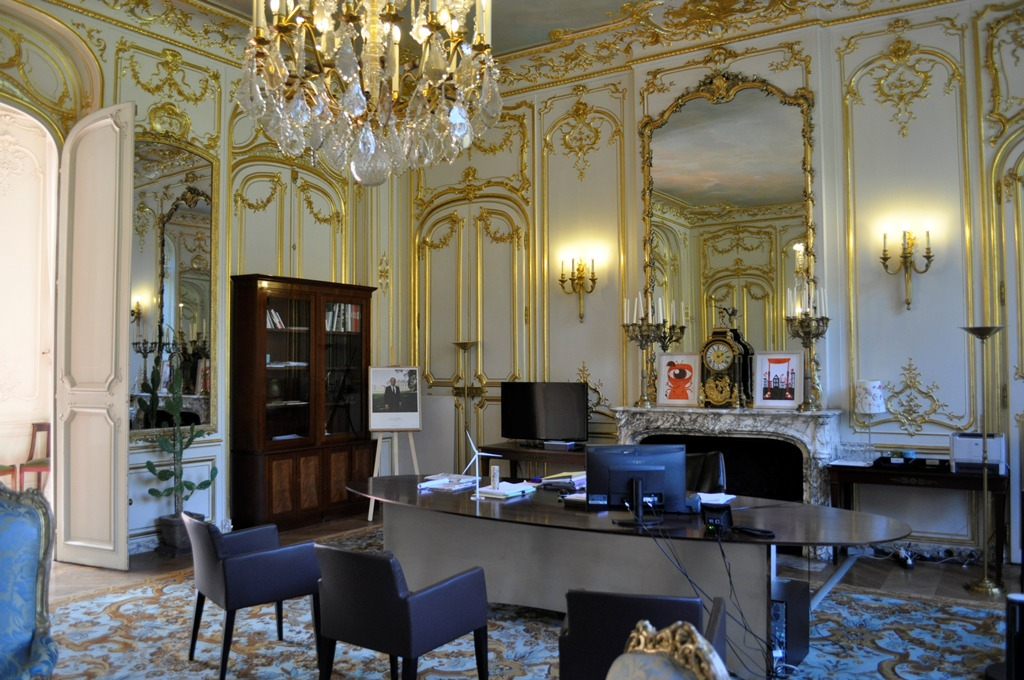
Le salon bleu, bureau de la ministre à l'Hôtel de Castries, lors des Journées européennes du patrimoine 2012.

Malgré ces réformes, l'adoption de six ordonnances pour accélérer les projets et simplifier les normes de construction, la promesse de François Hollande de construire 500 000 logements par an, dont 150 000 sociaux, n'est pas réalisée en 2014. Le nombre de mises en chantier en 2013 est inférieur à 335 000 unités, en baisse de 5 % par rapport à 2012. Les permis de construire baissent de 23 % au troisième trimestre 2013. Les faillites augmentent avec 20 000 entreprises selon la Coface. Pour Manuel Valls, il est nécessaire d'apporter des modifications à la loi Duflot afin de relancer la construction des logements.
Selon le président d'Orpi, « Madame Duflot n'est pas responsable du problème de la construction et du logement en France », qui souligne que Cécile Duflot a également mis en œuvre, parallèlement à la loi Alur, des mesures de simplification de normes favorables à la construction, notamment pour permettre la délivrance rapide d'un permis de construire et limiter les recours qui peuvent y être opposés.
Selon un rapport parlementaire d'application de la loi, fait par des députés PS et Républicains, les nouveaux droits au bénéfice des locataires et des bailleurs (réduction des préavis notamment) sont largement utilisés. Le rapport parlementaire regrette que l'encadrement des loyers, sauf à Paris et à Lille, et la Garantie universelle des loyers n'ont pas été appliqués selon la volonté du législateur par le gouvernement après le départ de Cécile Duflot, malgré les premiers résultats positifs de l'encadrement des loyers à Paris. Enfin, le rapport souligne que les premières opérations de requalification des copropriétés dégradées sont prometteuses.
Selon un autre rapport parlementaire d'application de la loi, « les progrès sont toutefois indéniables » concernant l'amélioration de la transparence et de l’efficacité des procédures de demande de logement social et le pilotage intercommunal des plans locaux d’urbanisme. Le rapport regrette toutefois que certains décrets n'aient pas été pris par les ministres ayant succédé à Cécile Duflot.

### Retour à l'Assemblée nationale
Elle retrouve son siège de députée après avoir quitté le gouvernement et se montre très critique envers celui-ci. Après avoir esquissé un rapprochement avec le Front de gauche, elle prend, au printemps 2015, ses distances avec Jean-Luc Mélenchon, dont elle critique l'ouvrage Le Hareng de Bismarck, le poison allemand et ses tons revanchards contre l'Allemagne.
Le 13 octobre 2015, elle devient co-présidente du groupe écologiste à l'Assemblée nationale, remplaçant François de Rugy, qui a quitté EÉLV et fondé le parti Écologistes !. Elle assure cette fonction en tandem avec Barbara Pompili, qui a également quitté EÉLV, jusqu'à sa nomination au gouvernement le 11 mars 2016. Le groupe est finalement dissous le 19 mai, six députés décidant de rejoindre le groupe socialiste, sur fond de tensions entre la ligne pro-gouvernement menée par François de Rugy et celle qui y est opposée, incarnée par Cécile Duflot.

### Primaire écologiste de 2016 et élections législatives de 2017

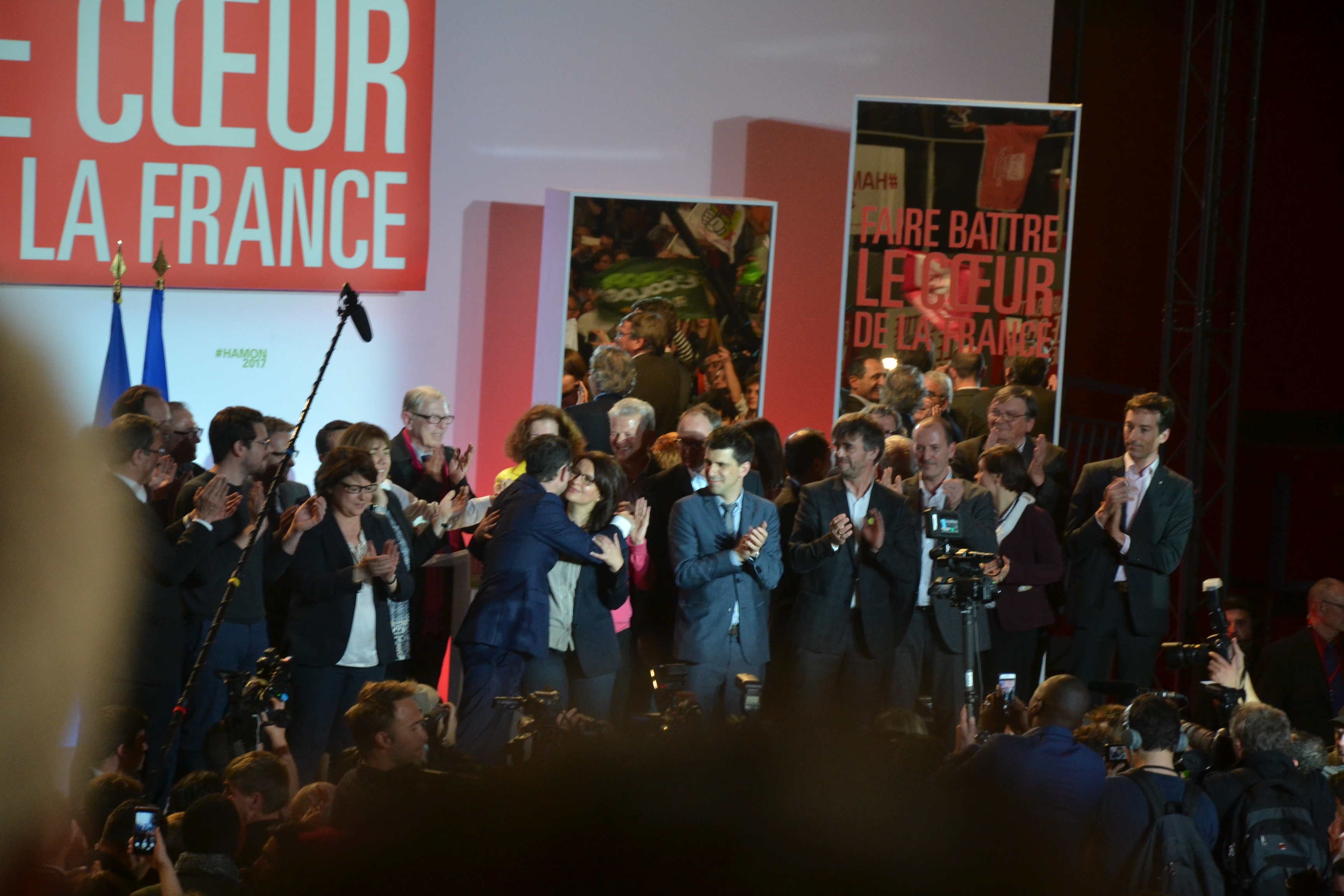
Benoît Hamon, candidat socialiste à l'élection présidentielle de 2017, enlaçant Cécile Duflot lors d'un meeting (Lille, 29 mars 2017).

Elle compte, début 2016, parmi les initiateurs de l'appel en faveur du projet de primaires à gauche.
Le 20 août 2016, elle annonce sa candidature à la primaire organisée par Europe Écologie Les Verts. Elle est alors donnée favorite du scrutin. Mais le 19 octobre 2016, elle arrive en troisième position du premier tour, avec 24,41 % des voix, derrière Yannick Jadot et Michèle Rivasi, étant ainsi éliminée dès le premier tour,.
Début 2017, elle crée une association politique, la Convention pour une république écologique.
En février 2017, le vainqueur de la primaire écologiste Yannick Jadot se rallie au candidat PS Benoît Hamon. Leur accord comprend de ne pas investir de candidat socialiste dans la circonscription où se représente Cécile Duflot pour les élections législatives. Elle est éliminée dès le premier tour, se classant en troisième position avec 14,69 % des voix.

## Carrière professionnelle
Cécile Duflot, discrète médiatiquement, est embauchée par une entreprise de serveurs et d'infogérance, Octopuce, spécialisée dans les logiciels libres,.
Elle met fin à sa carrière politique et prend le 15 juin 2018 la direction de l'ONG Oxfam France,, qui selon elle, « s'attaque depuis des années à l'accroissement des inégalités, mais aussi aux conséquences du changement climatique ou encore à la défense des droits des personnes déplacées ».
Selon Politico, Cécile Duflot aurait refusé d'être candidate du Nouveau Front populaire aux élections législatives de 2024.

## Vie privée
De son premier mariage, Cécile Duflot a un fils et deux filles. En 2006 elle est brièvement en couple avec Jean-Vincent Placé puis, en 2008, elle donne naissance à une troisième fille prénommée Térébentine qu'elle a eue avec le photographe Xavier Cantat. Né le 18 janvier 1963, ce dernier est le frère aîné de Bertrand Cantat, chanteur du groupe Noir Désir. Il est également membre d'EÉLV et a été adjoint au maire de Villeneuve-Saint-Georges,.
Elle fut la compagne de l'avocat et membre de la Ligue des droits de l'homme (LDH) Arié Alimi,.
Elle est catholique et se reconnaît dans la pastorale du pape François.
Le 1er décembre 2020, elle déclare avoir décidé de se retirer des réseaux sociaux à la suite de messages de harcèlement, envoyés par un homme depuis plusieurs années, contenant des menaces régulières de mort et de viol sur elle et sur sa fille.

## Synthèse des résultats électoraux

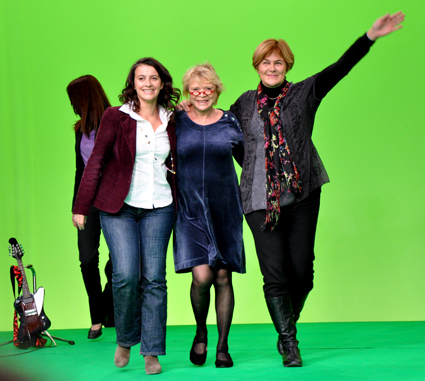
Cécile Duflot avec Eva Joly et Dominique Voynet (2010).

### Primaires présidentielles
| Année | Parti | Parti | 1er tour | 1er tour | 1er tour | Issue  |
| Année | Parti | Parti | Voix     | %        | Rang     | Issue  |
| ----- | ----- | ----- | -------- | -------- | -------- | ------ |
| 2006  |       | LV    | 1 145    | 23,29    | 3e       | Battue |
| 2016  |       | EÉLV  | 3 013    | 24,41    | 3e       | Battue |

### Élections législatives
| Année | Parti | Parti | Circonscription    | 1er tour | 1er tour | 2d tour | 2d tour | Issue  |
| Année | Parti | Parti | Circonscription    | %        | Rang     | %       | Rang    | Issue  |
| ----- | ----- | ----- | ------------------ | -------- | -------- | ------- | ------- | ------ |
| 2007  |       | LV    | 3e du Val-de-Marne | 3,55     | 6e       |         |         | Battue |
| 2012  |       | EÉLV  | 6e de Paris        | 48,74    | 1re      | 72,18   | 1re     | Élue   |
| 2017  | 14,69 | EÉLV  | 6e de Paris        | 3e       |          |         | Battue  |        |

### Élections au secrétariat national de partis
| Année | Parti | Parti | 1er tour | 1er tour | Issue |
| Année | Parti | Parti | %        | Rang     | Issue |
| ----- | ----- | ----- | -------- | -------- | ----- |
| 2006  |       | LV    | 60,36    | 1re      | Élue  |
| 2008  | 70,99 | LV    |          | 1re      | Élue  |
| 2011  |       | EÉLV  | 92,73    | 1re      | Élue  |

### Élections régionales
Les résultats ci-dessous concernent uniquement les élections où elle est tête de liste.

#### Scrutin régional global
| Année | Liste | Liste | Région        | 1er tour | 1er tour | 2d tour | 2d tour | Sièges obtenus (liste d'union) | Sièges obtenus (liste Duflot) |
| Année | Liste | Liste | Région        | %        | Rang     | %       | Rang    | Sièges obtenus (liste d'union) | Sièges obtenus (liste Duflot) |
| ----- | ----- | ----- | ------------- | -------- | -------- | ------- | ------- | ------------------------------ | ----------------------------- |
| 2010  |       | LV    | Île-de-France | 16,58    | 3e       | 56,69   | 1re     | 142 / 209                      | 50 / 209                      |

N.B : Entre les deux tours, la liste des Verts conduite par Cécile Duflot, celle Parti socialiste conduite par Jean-Paul Huchon et celle du Front de gauche conduite par Pierre Laurent fusionnent. Jean-Paul Huchon est désigné comme tête de liste.

#### Scrutin départemental
| Année | Liste | Liste | Région        | Département  | 1er tour | 1er tour | 2d tour | 2d tour | Sièges obtenus (liste d'union) | Sièges obtenus (liste Duflot) |
| Année | Liste | Liste | Région        | Département  | %        | Rang     | %       | Rang    | Sièges obtenus (liste d'union) | Sièges obtenus (liste Duflot) |
| ----- | ----- | ----- | ------------- | ------------ | -------- | -------- | ------- | ------- | ------------------------------ | ----------------------------- |
| 2010  |       | LV    | Île-de-France | Val-de-Marne | 16,14    | 2e       | 61,20   | 1re     | 17 / 24                        | 5 / 24                        |

N.B : Entre les deux tours, la liste des Verts conduite par Cécile Duflot, celle Parti socialiste conduite par Michèle Sabban et celle du Front de gauche conduite par Christian Favier fusionnent. Cécile Duflot est désignée comme tête de liste.

## Détail des mandats et fonctions

### Au gouvernement
- 16 mai 2012 – 18 juin 2012 : ministre de l'Égalité des territoires et du Logement dans le gouvernement Jean-Marc Ayrault I.
- 18 juin 2012 – 31 mars 2014 : ministre de l'Égalité des territoires et du Logement dans le gouvernement Jean-Marc Ayrault II.

### À l’Assemblée nationale
- 20 juin 2012 – 21 juillet 2012 : députée de la sixième circonscription de Paris.
- 3 mai 2014 – 20 juin 2017 : députée de la sixième circonscription de Paris.
- 13 octobre 2015 – 19 mai 2016 : coprésidente du groupe écologiste à l'Assemblée nationale.

### Au niveau local
- [Quand ?] juin 2004 – 30 mars 2014 : conseillère municipale de Villeneuve-Saint-Georges (Val-de-Marne).
- 22 mars 2008 – 30 mars 2011 : adjointe au maire de Villeneuve-Saint-Georges.
- 22 mars 2010 – 23 juin 2012 : conseillère régionale d'Île-de-France et présidente du groupe Europe Écologie Les Verts.

### Au sein de partis politiques
- 16 novembre 2006 – 13 novembre 2010 : secrétaire nationale des Verts.
- 13 novembre 2010 – 23 juin 2012 : secrétaire nationale d'Europe Écologie Les Verts.

## Publications
- 2010 : Apartés, avec Guy Sitbon, éditions Les Petits Matins, 2010  (ISBN 978-2-9158-7967-4).
- 2010 : Les politiques ont-ils une âme ?, entretien avec Isabelle Dillmann (p. 105 à 120), éditions Albin Michel  (ISBN 9782226206152).
- 2014 : De l'intérieur, voyage au pays de la désillusion, avec Cécile Amar, Fayard  (ISBN 978-2213685700).
- 2015 : Le Grand Virage, Les Petits matins  (ISBN 978-2363831743).
- 2017 : participation à l'ouvrage collectif Qu'est-ce que la gauche ?, Fayard.
- Sandrine Rousseau (préf. Claire Serre-Combe, avant-propos d'Emmanuelle Cosse, Clémentine Autain, Cécile Duflot, Marie-Pierre de La Gontrie et Laurence Rossignol), Manuel de survie à destination des femmes en politique, Paris, Les Petits matins, 2015, 107 p. (ISBN 978-2-36383-161-3, BNF 44288808).